# California Noir
California Noir è un singolo del gruppo musicale statunitense Julien-K, pubblicato l'8 luglio 2014 come primo estratto dal terzo album in studio California Noir - Chapter One: Analog Beaches & Digital Cities.
Una prima versione del brano è stata inclusa nel secondo disco della raccolta Time Capsule: A Future Retrospective del 2018.

## Video musicale
Il videoclip, diretto da Vicente e Fernando Cordero, Ryan Shuck e Amir Derakh e basato su un concept di questi ultimi due, è stato pubblicato il 12 novembre 2014 attraverso il canale YouTube del gruppo.

## Tracce
Testi e musiche di Ryan Shuck, Amir Derakh, Eric Stoffel e Anthony Valcic, eccetto dove indicato
Download digitale
1. California Noir – 3:51
2. She's the Pretender – 3:57 (Amir Derakh, Ryan Shuck, Craig Williams, Anthony Valcic, Jared Watson)
3. No You Can't – 2:56 (Ryan Shuck, Amir Derakh, Anthony Valcic)

Download digitale – remix
1. California Noir (Zeskullz House Remix) – 4:18
2. California Noir (Zeskullz House Dub) – 4:18

## Formazione
Gruppo
- Ryan Shuck – voce, chitarra
- Amir Derakh – chitarra, basso, programmazione, sintetizzatore, percussioni
- Anthony "Fu" Valcic – programmazione, sintetizzatore, basso

Altri musicisti
- Eric Stoffel – programmazione e sintetizzatore aggiuntivi
- Frank Zummo – drum machine aggiuntiva
- Eli James – drum machine aggiuntiva
- Ricardo Restrepo – drum machine aggiuntiva

Produzione
- Amir Derakh – produzione, ingegneria del suono, missaggio
- Anthony "Fu" Valcic – ingegneria del suono
- Mike Marsh – mastering
- Eric Stoffel – ingegneria del suono aggiuntiva
- Carlos Becerra – ingegneria del suono aggiuntiva